# Paljasaari (ö i Södra Savolax)
Paljasaari är en ö i Finland. Den ligger i sjön Paljavesi och i kommunen Sankt Michel i den ekonomiska regionen  S:t Michel och landskapet Södra Savolax, i den södra delen av landet, 210 km nordost om huvudstaden Helsingfors. Öns area är 20,4 hektar och dess största längd är 0,7 kilometer i nord-sydlig riktning.